# Дискографија Лане дел Реј
Америчка певачица и текстописац Лана дел Реј објавила је пет студијских албума, четири ЕП-а, двадесет синглова и шеснаест спотова. Лана дел Реј потписала је уговор са издавачком кућом 5 Points Records, 2007. године и издала свој деби ЕП Kill Kill, под сценским именом Лизи Грент. Њен први студијски албум Lana Del Ray објављен је 4. јануара 2010. године, али после три месеца повучен је са тржишта.
Рејова је 2011. године потписала нови уговор са издавчаком кућом Stranger Records и објавила свој први сингл под називом Video Games. Сингл се нашао међу десет најбољих у неколико европских државама и добио је неколико сертификата. Средином 2011. године певачица је потписала уговор са издавачким кућама Interscope и Polydor Records и објавила свој други студијски албум Born to Die, 27. јануара 2012. године. Албум се нашао на другом месту америчке листе Билборд 200 и на првом месту листе Аустралије, Француске, Ирске и Уједињеног Краљевства. Born to Die био је пети најпродаванији албум света 2012. године, са 3,4 милиона продатих примерака те године. Од јуна 2014. године албум је продат у више од 7 милиона примерака широм света и преко милиона у Сједињеним Државама. На албуму су се нашли синглови Born to Die, Blue Jeans, Summertime Sadness, National Anthem и Dark Paradise. Током јула 2013. године, диск-џокеј Седрик Гервај одрадио је ремикс песме Summertime Sadness, која се нашла на шестом месту листе Билборд хот 100 и био први сингл Рејове који се нашао међу десет најбољих у Сједињеним Државама.
Крајем 2012. године Рејова је објавила поновно издање албума Born to Die titled Born to Die, под називом Born to Die titled Born to Die: The Paradise Edition и ЕП под називом Paradise, на којем су се нашли синглови Blue Velvet и Ride. Једини промотивни сингл са ЕП-а је Burning Desire. У периоду 2013. до јануара 2014. године Рејова је објавила песме Young and Beautiful и Once Upon a Dream.
Трећи студијски албум под називом Ultraviolence објављен је 13. јуна 2014. године и дебитовао је на првом месту у дванаест земаља. На албуму се нашло пет синглова: West Coast, Shades of Cool, Ultraviolence, Brooklyn Baby и Black Beauty. До јула 2014. године албум је продат у више од милиона примерака широм света. У децембру 2014. године, Рејове је објавила песме Eyes и I Can Fly које су снимљене за потребе филма Велике очи.
Године 2015. Рејова је гостовала на албуму We Fall Емила Хејнија, на песми Wait for Life. Такође, певачица је снимила песму Life Is Beautiful за трејлер филма The Age of Adaline. Гостовала је и на албуму The Weeknd-a Beauty Behind the Madness, на песми Prisoner, која се нашла на 47. позицији америчке листе Билборд хот 100, упркос томе што није објављена као сингл.
У септембру 2015. године издала је четврти студијски албум Honeymoon који је добио позитивне критике и велики број признања. Албум се нашао на другом месту америчке листе Билборд 200, а био је први на листама у Аустралији, Грчкој и Ирској. На албуму се нашла два сингла — High by the Beach и Music to Watch Boys To. Синглови Terrence Loves You и Honeymoon објављени су као промотивни. Крајем 2015. године Рејова је обрадила песму Terrence Loves You" and "Honeymoon", Данијела Џонсона.
Године 2016. Рејова гостовала на албуму The Weekend-a, Starboy, на песми Party Monster и као вокалиста на песми Stargirl Interlude. У фебруару 2017. године певачица је објавила сингл Love који се нашао на њеном петом студијским албуму Lust for Life. Током априла 2017. године певачица је објавила песму Lust for Life у сарадњи са The Weeknd-om. Са певачем ASAP Rocky сарађивала је на песмама Summer Bummer и Groupie Love.
У септембру 2018. године певачица је објавила сингл Mariners Apartment Complex и најавила шести студијски албум, Norman Fucking Rockwell. Касније тог месеца, објавила је и други албумски сингл 
Venice Bitch.

## Албуми

### Студијски албуми
| Назив | Детаљи | Позиција                | Позиција                | Позиција                | Позиција                | Позиција                | Позиција                | Позиција                | Позиција                | Позиција                | Позиција                | Број проданих примерака                         | Сертификат |                         |
| Назив | Детаљи | САД                     | АУС                     | АУС 40                  | КАН                     | ФРА                     | НЕМ                     | ИТА                     | НЗ                      | ШВА                     | УК                      | Број проданих примерака                         | Сертификат |                         |
| --- | --- | ----------------------- | ----------------------- | ----------------------- | ----------------------- | ----------------------- | ----------------------- | ----------------------- | ----------------------- | ----------------------- | ----------------------- | ----------------------------------------------- | --- | ----------------------- |
| Lana Del Ray                                                                                                  | - Датум објављивања: 4. јануар 2010. - Издавачка кућа: 5 Points - Формат: дигитално преузимање                                         | —                       | —                       | —                       | —                       | —                       | —                       | —                       | —                       | —                       | —                       |                                                 | |                         |
| Born to Die                                                                                                   | - Датум објављивања: 27. јануар 2012. - Издавачка кућа: Polydor Record, Interscope Records - Формат: дигитално преузимање, ЦД, винил   | 2                       | 1                       | 1                       | 3                       | 1                       | 1                       | 5                       | 2                       | 1                       | 1                       | - САД: 1,500,000 - ФРА: 500,000 - УК: 1,089,554 | - RIAA: Платина - ARIA: 2× Платина - BPI: 3× Платина - BVMI: 7× Златно - FIMI: Платина - IFPI АУС 40: 2× Платина - IFPI ШВА: 2× Платина - MC: 2× Платина - RMNZ: Платина - SNEP: Дијамантски |                         |
| Ultraviolence                                                                                                 | - Датум објављивања: 13. јун 2014. - Издавачка кућа: Polydor, Interscope - Формат: дигитално преузимање, ЦД, винил                     | 1                       | 1                       | 5                       | 1                       | 2                       | 3                       | 2                       | 1                       | 2                       | 1                       | - САД: 529,000 - ФРА: 70,000                    | - RIAA: Златно - ARIA: Златно - BPI: Златно - BVMI: Златно - FIMI: Златно - IFPI АУС: Златно - MC: Златно - SNEP: Платина                                                                    |                         |
| Honeymoon | - Датум објављивања: 18. септембар 2015. - Издавачка кућа: Polydor, Interscope - Формат: дигитално преузимање, ЦД, винил, аудио касета | 2                       | 1                       | 4                       | 3                       | 3                       | 4                       | 2                       | 2                       | 3                       | 2                       | - ФРА: 35,000 - УК: 105,409                     | - BPI: Златно - SNEP: Златно |                         |
| Lust for Life                                                                                                 | - Датум објављивања: 21. јул 2017. - Издавачка кућа: Polydor, Interscope - Формат: дигитално преузимање, ЦД, винил                     | 1                       | 1                       | 5                       | 1                       | 2                       | 8                       | 6                       | 2                       | 2                       | 1                       | - US: 107,000                                   | - BPI: Сребрно - SNEP: Златно |                         |
| Norman Fucking Rockwell                                                                                       | - Scheduled: March 29, 2019 - Издавачка кућа: Polydor, Interscope                                                                      | Треба да буде објављено | Треба да буде објављено | Треба да буде објављено | Треба да буде објављено | Треба да буде објављено | Треба да буде објављено | Треба да буде објављено | Треба да буде објављено | Треба да буде објављено | Треба да буде објављено | Треба да буде објављено                         | Треба да буде објављено | Треба да буде објављено |
| "—" означава издање које или није дебитовало на тој топ-листи или није дебитовало у/на тој држави/територији. | |                         |                         |                         |                         |                         |                         |                         |                         |                         |                         |                                                 | |                         |

### Поново издати албуми
| Назив                             | Детаљи | Позиција | Позиција | Позиција | Позиција | Позиција | Позиција | Позиција | Број проданих   | Сертификати                                    |
| Назив                             | Детаљи | АУС      | БЕЛ (FL) | БЕЛ (WA) | ЈАП      | ХОЛ      | НЗ       | ШВЕ      | Број проданих   | Сертификати                                    |
| --------------------------------- | --- | -------- | -------- | -------- | -------- | -------- | -------- | -------- | --------------- | ---------------------------------------------- |
| Born to Die: The Paradise Edition | - Датум објављивања: 9. новембар 2012. - Издавачка кућа: Polydor, Interscope - Формат: дигитално преузимање, ЦД | 17       | 6        | 15       | 35       | 15       | 6        | 22       | Свет: 5,325,000 | - ARIA: Платина - SNEP: Златно - RMNZ: Платина |

### Бокс сетови
| Назив       | Детаљи                                                                            |
| ----------- | --------------------------------------------------------------------------------- |
| The Singles | - Датум објављивања: 10. децембар 2012. - Издавачка кућа: Polydor - Формат: винил |

## Епови
| Kill Kill | - Датум објављивања: 21. октобар 2008. - Издавачка кућа: 5 Points - Формат: дигитално преузимање                       | —  | — | —  | —  | —  |                |
| Lana Del Rey                                                                                                  | - Датум објављивања: 10. јануар 2012. - Издавачка кућа: Polydor, Interscope - Формат: дигитално преузимање             | 20 | 6 | —  | 18 | —  | - САД: 24,000  |
| Paradise | - Датум објављивања: 9. новембар 2012. - Издавачка кућа: Polydor, Interscope - Формат: дигитално преузимање, винил, ЦД | 10 | 4 | 19 | 10 | 19 | - САД: 383,000 |
| Tropico | - Датум објављивања: 6. децембар 2013. - Издавачка кућа: Polydor, Interscope - Формат: дигитално преузимање            | —  | — | —  | —  | —  |                |
| "—" означава издање које или није дебитовало на тој топ-листи или није дебитовало у/на тој држави/територији. | |    |   |    |    |    |                |

## Синглови

### Као главни извођач
| Назив | Година | Позиција | Позиција | Позиција | Позиција | Позиција | Позиција | Позиција | Позиција | Позиција | Позиција | Сертификат | Албум                    |
| Назив | Година | САД      | АУС      | АУС 40   | КАН      | ФРА      | НЕМ      | ИТА      | НЗ       | ШВА      | УК       | Сертификат | Албум                    |
| --- | ------ | -------- | -------- | -------- | -------- | -------- | -------- | -------- | -------- | -------- | -------- | --- | ------------------------ |
| "Video Games"                                                                                                 | 2011   | 91       | 23       | 2        | 72       | 2        | 1        | 27       | —        | 2        | 9        | - RIAA: Златно - ARIA: Платина - BPI: Платина - BVMI: 2× Платина - FIMI: Златно - IFPI АУС: Платина - IFPI ШВА: 2× Платина - MC: Златно | Born to Die              |
| "Born to Die"                                                                                                 | 2011   | —        | 34       | 10       | —        | 13       | 29       | 15       | —        | 13       | 9        | - ARIA: Златно - BPI: Златно - BVMI: Златно - FIMI: Платина - MC: Златно                                                                | Born to Die              |
| "Blue Jeans"                                                                                                  | 2012   | —        | —        | —        | —        | 16       | —        | 49       | —        | 39       | 32       | - BPI: Сребрно - FIMI: Златно - MC: Златно                                                                                              | Born to Die              |
| "Summertime Sadness"                                                                                          | 2012   | —        | —        | 8        | —        | 10       | 4        | 6        | 23       | 3        | —        | - RIAA: 4× Платина - BVMI: 3× Златно - FIMI: 3× Платина - IFPI АУС: Златно - IFPI ШВА: Златно                                           | Born to Die              |
| "National Anthem"                                                                                             | 2012   | —        | —        | —        | —        | 152      | —        | —        | —        | —        | 92       | | Born to Die              |
| "Blue Velvet"                                                                                                 | 2012   | —        | —        | 40       | —        | 40       | 49       | 61       | —        | 42       | 60       | | Paradise                 |
| "Ride" | 2012   | —        | 89       | 63       | —        | 56       | 44       | 83       | —        | 20       | 32       | | Paradise                 |
| "Dark Paradise"                                                                                               | 2013   | —        | —        | 42       | —        | —        | 45       | —        | —        | 48       | —        | | Born to Die              |
| "Young and Beautiful"                                                                                         | 2013   | 22       | 8        | 57       | 45       | 31       | 50       | 8        | 23       | 31       | 23       | - RIAA: Платина - ARIA: 4× Платина - BPI: Златно - FIMI: 2× Платина - MC: Платина                                                       | The Great Gatsby         |
| "Summertime Sadness (ремикс)" (Cedric Gervais и Лана дел Реј)                                                 | 2013   | 6        | 3        | —        | 7        | —        | —        | —        | 30       | —        | 4        | - RIAA: 4× Платина - ARIA: 4× Платина - BPI: Платина - MC: 2× Платина - RMNZ: Златно                                                    | Није ни на једном албуму |
| "Young and Beautiful (ремикс)" (Cedric Gervais и Лана дел Реј)                                                | 2013   | —        | —        | —        | —        | —        | —        | —        | 38       | —        | —        | - RMNZ: Златно | Није ни на једном албуму |
| "Once Upon a Dream"                                                                                           | 2014   | —        | 96       | —        | —        | 122      | —        | 70       | —        | —        | 60       | | Maleficent               |
| "West Coast"                                                                                                  | 2014   | 17       | 44       | 39       | 26       | 34       | 22       | 18       | 31       | 13       | 21       | | Ultraviolence            |
| "Shades of Cool"                                                                                              | 2014   | 79       | 50       | —        | 52       | 37       | —        | 35       | —        | 43       | 144      | | Ultraviolence            |
| "Ultraviolence"                                                                                               | 2014   | 70       | —        | —        | 38       | 88       | —        | —        | —        | —        | 105      | | Ultraviolence            |
| "Brooklyn Baby"                                                                                               | 2014   | —        | 35       | 64       | 60       | 33       | —        | 50       | 19       | 16       | 86       | | Ultraviolence            |
| "Black Beauty"                                                                                                | 2014   | —        | —        | —        | —        | —        | —        | —        | —        | —        | 179      | | Ultraviolence            |
| "High by the Beach"                                                                                           | 2015   | 51       | 51       | 56       | 39       | 14       | 75       | 93       | —        | 58       | 60       | | Honeymoon                |
| "Music to Watch Boys To"                                                                                      | 2015   | —        | —        | —        | —        | 117      | —        | —        | —        | —        | 186      | | Honeymoon                |
| "Love" | 2017   | 44       | 41       | 43       | 48       | 12       | 68       | 53       | —        | 27       | 41       | - FIMI: Златно | Lust for Life            |
| "Lust for Life" (The Weeknd и Лана дел Реј)                                                                   | 2017   | 64       | 44       | 51       | 39       | 19       | 65       | 58       | —        | 48       | 38       | | Lust for Life            |
| "Summer Bummer" (ASAP Rocky, Playboi Carti и Лана дел Реј)                                                    | 2017   | —        | —        | —        | 80       | 133      | —        | —        | —        | —        | 81       | | Lust for Life            |
| "Groupie Love" (ASAP Rocky и Лана дел Реј)                                                                    | 2017   | —        | —        | —        | —        | 141      | —        | —        | —        | —        | —        | | Lust for Life            |
| "God Save Our Young Blood" (Børns и Лана дел Реј)                                                             | 2018   | —        | —        | —        | —        | —        | —        | —        | —        | —        | —        | | Blue Madonna             |
| "Mariners Apartment Complex"                                                                                  | 2018   | —        | 93       | —        | —        | 35       | —        | —        | —        | 89       | 79       | | Norman Fucking Rockwell  |
| "Venice Bitch"                                                                                                | 2018   | —        | —        | —        | —        | 95       | —        | —        | —        | —        | —        | | Norman Fucking Rockwell  |
| "—" означава издање које или није дебитовало на тој топ-листи или није дебитовало у/на тој држави/територији. |        |          |          |          |          |          |          |          |          |          |          | |                          |

### Промотивни синглови
| "Off to the Races"                                                                                            | 2011 | —   | —   | Born to Die                       |
| "Carmen" | 2012 | —   | —   | Born to Die                       |
| "Burning Desire"                                                                                              | 2013 | —   | 172 | Paradise                          |
| "Terrence Loves You"                                                                                          | 2015 | 128 | 188 | Honeymoon                         |
| "Honeymoon"                                                                                                   | 2015 | 154 | —   | Honeymoon                         |
| "Coachella – Woodstock in My Mind"                                                                            | 2017 | 82  | —   | Lust for Life                     |
| "You Must Love Me"                                                                                            | 2018 | —   | —   | Unmasked: The Platinum Collection |
| "—" означава издање које или није дебитовало на тој топ-листи или није дебитовало у/на тој држави/територији. |      |     |     |                                   |

### Као гостујући музичар
| Назив                              | Година | Позиција | Албум    |
| Назив                              | Година | САД AAA  | Албум    |
| ---------------------------------- | ------ | -------- | -------- |
| "Woman" (Cat Power и Лана дел Реј) | 2018   | 20       | Wanderer |

## Остале песме
| "Radio" | 2012 | —  | —  | —  | —  | 67  | — | —  | —   | Born to Die                     |
| "Without You"                                                                                                 | 2012 | —  | —  | —  | —  | —   | — | —  | 121 | Born to Die                     |
| "Dayglo Reflection" (Bobby Womack и Лана дел Реј)                                                             | 2012 | —  | —  | —  | —  | 138 | — | —  | —   | The Bravest Man in the Universe |
| "Body Electric"                                                                                               | 2012 | —  | 32 | —  | —  | 103 | — | —  | 160 | Paradise                        |
| "Bel Air" | 2012 | —  | 50 | —  | —  | 105 | — | —  | 184 | Paradise                        |
| "Gods & Monsters"                                                                                             | 2012 | —  | 15 | —  | —  | 92  | — | —  | 39  | Paradise                        |
| "Cola" | 2012 | —  | 22 | —  | 99 | 71  | — | —  | 120 | Paradise                        |
| "American" | 2012 | —  | 29 | —  | —  | 84  | — | —  | 151 | Paradise                        |
| "Yayo" | 2012 | —  | —  | —  | —  | 120 | — | —  | —   | Paradise                        |
| "Old Money"                                                                                                   | 2014 | —  | —  | —  | —  | 190 | — | —  | —   | Ultraviolence                   |
| "Is This Happiness"                                                                                           | 2014 | —  | —  | —  | —  | 164 | — | —  | 161 | Ultraviolence                   |
| "Florida Kilos"                                                                                               | 2014 | —  | —  | —  | —  | —   | — | —  | 195 | Ultraviolence                   |
| "Prisoner" (The Weeknd и Лана дел Реј)                                                                        | 2015 | 47 | —  | 16 | —  | 113 | — | 95 | 78  | Beauty Behind the Madness       |
| "Stargirl Interlude" (The Weeknd и Лана дел Реј)                                                              | 2016 | 61 | —  | 21 | —  | —   | — | —  | 51  | Starboy                         |
| "13 Beaches"                                                                                                  | 2017 | —  | 27 | —  | —  | 195 | — | 89 | —   | Lust for Life                   |
| "Cherry" | 2017 | —  | —  | —  | —  | —   | 4 | —  | —   | Lust for Life                   |
| "Beautiful People Beautiful Problems" (Stevie Nicks и Лана дел Реј)                                           | 2017 | —  | 29 | —  | —  | —   | 5 | —  | —   | Lust for Life                   |
| "Tomorrow Never Came" (Sean Ono Lennon и Лана дел Реј)                                                        | 2017 | —  | 40 | —  | —  | —   | — | —  | —   | Lust for Life                   |
| "Get Free" | 2017 | —  | 20 | —  | —  | —   | — | —  | —   | Lust for Life                   |
| "—" означава издање које или није дебитовало на тој топ-листи или није дебитовало у/на тој држави/територији. |      |    |    |    |    |     |   |    |     |                                 |

## Дуети
| Назив                              | Година | Други музичар(и)                    | Албум                             | Заслуге                 |
| ---------------------------------- | ------ | ----------------------------------- | --------------------------------- | ----------------------- |
| "Lover's Fate"                     | 2006   | Alice BrightSky                     | Box of Me                         | Позадинска вокалисткиња |
| "Chet Baker" (уживо)               | 2010   | Mando Diao                          | Above and Beyond – MTV Unplugged  | Гостујући музичар       |
| "Gloria" (уживо)                   | 2010   | Mando Diao                          | Above and Beyond – MTV Unplugged  | Гостујући музичар       |
| "Live My Life"                     | 2010   | Tamarama                            | Tamarama                          |                         |
| "Big Spender"                      | 2012   | Smiler                              | All I Know                        |                         |
| "Dayglo Reflection"                | 2012   | Bobby Womack                        | The Bravest Man in the Universe   | Гостујући музичар       |
| "Hotel Sayre"                      | 2013   | Крејг Амстронг                      | The Great Gatsby                  | Гостујући музичар       |
| "Magic Tree and I Let Myself Go"   | 2013   | Крејг Амстронг                      | The Great Gatsby                  | Гостујући музичар       |
| "Two Minutes to Four and Reunited" | 2013   | Крејг Амстронг                      | The Great Gatsby                  | Гостујући музичар       |
| "All for You"                      | 2014   | Френч Монтана, Виз Калифа, Снуп Дог | Cokeboys 4                        | Гостујући музичар       |
| "Big Eyes"                         | 2014   | Нема                                | Big Eyes                          | Главни музичар          |
| "I Can Fly"                        | 2014   | Нема                                | Big Eyes                          | Главни музичар          |
| "Wait for Life"                    | 2015   | Емил Хејни                          | We Fall                           |                         |
| "Life Is Beautiful"                | 2015   | Нема                                | The Age of Adaline                |                         |
| "Prisoner"                         | 2015   | The Weeknd                          | Beauty Behind the Madness         |                         |
| "Some Things Last a Long Time"     | 2015   | Нема                                | Hi, How Are You Daniel Johnston?  |                         |
| "Stargirl Interlude"               | 2016   | The Weeknd                          | Starboy                           | Гостујући музичар       |
| "Party Monster"                    | 2016   | The Weeknd                          | Starboy                           | Позадинска вокалисткиња |
| "Blue Madonna"                     | 2018   | Børns                               | Blue Madonna                      | Позадинска вокалисткиња |
| "Living with Myself"               | 2018   | Џонатан Вилсон                      | Rare Birds                        | Позадинска вокалисткиња |
| "You Must Love Me"                 | 2018   | Нема                                | Unmasked: The Platinum Collection |                         |
| "Elvis"                            | 2018   | Нема                                | The King                          |                         |
| "Woman"                            | 2018   | Cat Power                           | Wanderer                          |                         |

## Рефернеце
1. ↑  „Lana Del Ray by Lana Del Ray”. iTunes Store (US). Архивирано из оригинала 17. 04. 2010. г.
2. ↑  „Lana Del Rey On World Cafe”. NPR Music. 13. 08. 2012. Приступљено 15. 04. 2014.
3. ↑  Savage, Mark (27. 01. 2012). „Love, the law, and Lana Del Rey”. BBC News. Приступљено 15. 04. 2014.
4. 1 2 3  „Lana Del Rey – Chart history: Billboard 200”. Billboard. Архивирано из оригинала 04. 03. 2017. г. Приступљено 26. 06. 2014.
5. 1 2 3 4  „Discography Lana Del Rey”. Australian-charts.com. Hung Medien. Приступљено 11. 03. 2013.
6. ↑  „IFPI Digital Music Report 2013” (PDF). International Federation of the Phonographic Industry. Архивирано из оригинала (PDF) 27. 09. 2013. г. Приступљено 15. 04. 2014.
7. ↑  „Lana Del Rey's 'Ultraviolence' (Interscope/Polydor UK) Debuts At #1 In Twelve Countries Including U.S. & U.K., Plus Top 5 In Eight Other Countries” (press release). PR Newswire. 25. 06. 2014. Приступљено 26. 06. 2014.
8. ↑  Lipshutz, Jason (17. 06. 2014). „Lana Del Rey, Sam Smith, Jennifer Lopez, Linkin Park, deadmau5: Which New Album Are You Buying?”. Billboard. New York. Приступљено 13. 12. 2014.
9. ↑  Taylor, Frances (15. 07. 2014). „Lana Del Rey announces release date for new single 'Ultraviolence'”. Digital Spy. Архивирано из оригинала 18. 11. 2015. г. Приступљено 16. 07. 2014.
10. ↑  Gaca, Anna. „Lana Del Rey Releases Trailer for New Album Lust for Life, Which Is "Coming Soon"”. Billboard. Приступљено 29. 03. 2017.
11. ↑  „Allmusic: Lana Del Rey (Awards)”. Allmusic. Приступљено 27. 09. 2015.
12. 1 2  „Discographie – Lana Del Rey” (на језику: German). Austria: austriancharts.at, Hung Medien. Приступљено 17. 03. 2012.
13. 1 2  „Lana Del Rey – Chart history: Canadian Albums”. Billboard. Архивирано из оригинала 04. 03. 2017. г. Приступљено 26. 06. 2014.
14. 1 2 3 4  „Discography Lana Del Rey” (на језику: French). lescharts.com. Hung Medien. Приступљено 11. 03. 2013.
15. 1 2  „Offizielle Deutsche Charts: Lana Del Rey”. GfK (на језику: German). GfK Entertainment. Приступљено 29. 08. 2015.
16. ↑  „Italiancharts.com: Discography – Lana Del Rey” (на језику: Italian). italiancharts.com. Hung Medien. Приступљено 11. 08. 2014.
17. 1 2 3  „Discography: Lana Del Rey”. charts.org.nz. Hung Medien. Архивирано из оригинала 26. 06. 2016. г. Приступљено 19. 06. 2014.
18. ↑  „Discographie – Lana Del Rey” (на језику: German). hitparade.ch. Hung Medien. Приступљено 17. 03. 2012.
19. ↑  „Lana Del Rey | Artist”. Official Charts Company. Приступљено 17. 03. 2012.
20. ↑  „Lana Del Rey's 'Born to Die' Becomes One of Only Three Albums by Women With 300 Weeks on Billboard 200 Chart”. Billboard. Приступљено 27. 11. 2018.
21. ↑  „Lana Del Rey: 'Born to Die' certifié disque de diamant” (на језику: French). Charts in France. 24. 06. 2014. Приступљено 24. 06. 2014.
22. 1 2  „The Official Charts Company: Lana Del Rey releases new single High By The Beach, teases music video”. The Official Charts Company. 12. 07. 2017. Приступљено 30. 10. 2017.
23. 1 2 3 4 5 6  „Gold & Platinum - RIAA”. Recording Industry Association of America. Приступљено 29. 01. 2013.
24. ↑  „Accreditations – 2013 Albums”. Australian Recording Industry Association. 2013. Приступљено 09. 12. 2013.
25. 1 2 3 4 5 6 7 8 9  „BPI: Certified Awards”. British Phonographic Industry. Архивирано из оригинала (Enter the keyword "Lana Del Rey" into the box) 15. 03. 2015. г. Приступљено 09. 9. 2013.
26. 1 2 3 4  „Gold-/Platin-Datenbank (Lana Del Rey)”. Bundesverband Musikindustrie. Приступљено 13. 07. 2017.
27. 1 2  „FIMI: Certificazioni: Lana Del Rey” (на језику: Italian). Federazione Industria Musicale Italiana. Приступљено 04. 4. 2015.
28. 1 2 3 4  „Gold & Platin” (на језику: German). International Federation of the Phonographic Industry. 2012. Архивирано из оригинала 12. 03. 2012. г. Приступљено 18. 03. 2012.
29. 1 2 3  „Awards > Search for: Lana Del Rey”. swisscharts.com (на језику: German). Switzerland: Hung Medien. 2011. Приступљено 18. 03. 2012.
30. ↑  „New Zealand album certifications – Lana Del Rey – Born to Die”. Recorded Music NZ. 12. 11. 2017. Приступљено 09. 8. 2017.
31. 1 2 3 4 5  „SNEP, Les Certifications: Lana Del Rey”. Syndicat National de l'Édition Phonographique. Архивирано из оригинала 16. 02. 2015. г. Приступљено 16. 02. 2015.
32. ↑  „Upcoming Releases - Hits Daily Double”. Hits. Архивирано из оригинала 18. 09. 2015. г. Приступљено 17. 09. 2015.
33. 1 2  Quels sont les flops musicaux de 2015 ? Tous les chiffres !
34. 1 2  „Accreditations – 2014 Albums”. Australian Recording Industry Association. Приступљено 18. 08. 2014.
35. ↑  „Gold-/Platin-Datenbank (Lana Del Ray)”. Bundesverband Musikindustrie. Приступљено 03. 03. 2015.
36. ↑  Caulfield, Keith (02. 8. 2017). „Lana Del Rey Debuts at No. 1 on Billboard 200 Albums Chart, Tyler, The Creator and Meek Mill Bow at Nos. 2 & 3”. Billboard. Приступљено 26. 10. 2018.
37. ↑  Caulfield, Keith (06. 8. 2017). „Arcade Fire's 'Everything Now' Debuts at No. 1 on Billboard 200 Albums Chart”. Billboard. Приступљено 26. 10. 2018.
38. 1 2  Kim, Michelle (18. 09. 2018). „Lana Del Rey Announces New Album Norman Fucking Rockwell, Shares Song: Listen”. Pitchfork. Приступљено 18. 09. 2018.
39. ↑  „Discographie Lana Del Rey”. ultratop.be (на језику: Dutch). Hung Medien. Приступљено 11. 07. 2014.
40. ↑  „Discographie Lana Del Rey”. ultratop.be (на језику: French). Hung Medien. Приступљено 11. 07. 2014.
41. ↑  ラナ・デル・レイのリリース一覧 (на језику: Japanese). Oricon. Приступљено 18. 06. 2014.
42. ↑  „Discografie – Lana Del Rey” (на језику: Dutch). Dutchcharts.com. Hung Medien. Приступљено 19. 07. 2013.
43. 1 2  „Discography Lana Del Rey”. swedishcharts.com. Hung Medien. Приступљено 03. 4. 2014.
44. ↑  „‘Ultraviolence’ e ‘Born to Die’ aparecem na lista de álbuns mais vendidos da década”. Lana Del Rey Addiction (на језику: португалски). Архивирано из оригинала 23. 03. 2017. г. Приступљено 22. 03. 2017.
45. ↑  „New Zealand Top 40 Albums Chart”. Recorded Music NZ. Архивирано из оригинала 05. 03. 2016. г. Приступљено 19. 11. 2012.
46. ↑  „Born to die – The paradise edition — Edition spéciale Fnac” (на језику: French). Fnac. Приступљено 12. 06. 2014.
47. ↑  „Lana Del Rey: Album & Song Chart History”. Billboard. Архивирано из оригинала 30. 06. 2016. г. Приступљено 09. 12. 2014.
48. ↑  „Kill Kill (as Lizzy Grant): Lizzy Grant: MP3 Downloads”. Amazon.com. Архивирано из оригинала 10. 02. 2012. г.
49. ↑  Caulfield, Keith (01. 2. 2012). „Lana Del Rey Aiming for No. 2 Debut on Billboard 200 Album Chart”. Billboard. Prometheus Global Media. Приступљено 11. 02. 2012.
50. ↑  „Lana Del Rey's 'West Coast' Set For Strong Hot 100 Debut”. Billboard. 18. 04. 2014. Приступљено 20. 06. 2014.
51. ↑  „Lana Del Rey – Chart History (Billboard Hot 100)”. Billboard. Приступљено 18. 09. 2018.
52. ↑  Peak positions for Lana Del Rey singles in Australia:
  - All except where noted: „Discography Lana Del Rey”. ARIA. australian-charts.com, Hung Medien. Приступљено 11. 03. 2013.
  - "Ride": „The ARIA Report: Week Commencing ~ 22 October 2012 ~ Issue #1182” (PDF). Pandora Archive. Australian Recording Industry Association (1182). Приступљено 25. 08. 2013.
  - "Once Upon a Dream": „Pandora Archive: Week Commencing 26 May 2014 – ARIA Chartifacts” (PDF). Pandora Archive. Australian Recording Industry Association (1265): 2. 26. 05. 2014. Приступљено 18. 01. 2015.
  - "High by the Beach": „Week Commencing ~17 August 2015~Issue #1329” (PDF). ARIA. 17. 08. 2015. Приступљено 27. 08. 2015.
  - "Mariners Apartment Complex": „ARIA Chart Watch #491”. auspOp. 22. 09. 2018. Архивирано из оригинала 22. 09. 2018. г. Приступљено 22. 09. 2018.
53. ↑  „Lana Del Rey – Chart History (Canadian Hot 100)”. Billboard. Приступљено 18. 09. 2018.
54. ↑  Peak positions for Lana Del Rey singles in Italy:
  - All except where noted: „italiancharts.com: Lana Del Rey (Singles)”. italiancharts.com. Hung Medien. Приступљено 11. 08. 2014.
  - "Video Games" and "Born to Die": „FIMI: Classifica settimanale WK 5 (dal 2012-01-30 al 2012-02-05)”. Federazione Industria Musicale Italiana. Приступљено 04. 8. 2015.
  - "Blue Jeans": „FIMI: Classifica settimanale WK 16 (dal 2012-04-16 al 2012-04-22)”. Federazione Industria Musicale Italiana. Приступљено 04. 4. 2015.
  - "Shades of Cool": „FIMI: Classifica settimanale WK 22 (dal 2014-05-26 al 2014-06-01)”. Federazione Industria Musicale Italiana. Приступљено 04. 4. 2015.
  - "Brooklyn Baby": „FIMI: Classifica settimanale WK 23 (dal 2014-06-02 al 2014-06-08)”. Federazione Industria Musicale Italiana. Приступљено 04. 4. 2015.
  - "High by the Beach": „FIMI: Classifica settimanale WK 33 (dal 2015-08-14 al 2015-08-20)”. Federazione Industria Musicale Italiana. Приступљено 01. 10. 2015.
  - "Love": „Classifica settimanale WK 8” (на језику: Italian). Federazione Industria Musicale Italiana. Приступљено 25. 02. 2017.
55. ↑  „Lana Del Rey - Discography”. Архивирано из оригинала 26. 06. 2016. г. Приступљено 05. 05. 2017.
56. ↑  „Discographie – Lana Del Rey (singles)” (на језику: German). swisscharts.com. Hung Medien. Приступљено 17. 07. 2012.
57. 1 2 3  Peak positions for Lana Del Rey songs in the United Kingdom:
  - All except where noted: „Official Charts Company: Lana Del Rey”. Official Charts Company. Приступљено 24. 11. 2012.
  - "National Anthem": „Chart Log UK – 2012 + Weekly Updates + Sales 2012”. Zobbel.de. Приступљено 24. 11. 2012.
  - "Without You": „Zobbel.de: CLUK Update 11.02.2012 (wk5)”. Zobbel.de. Приступљено 24. 11. 2012.
  - "Burning Desire", "Body Electric", Bel Air", "Gods & Monsters", and "Cola": „Zobbel.de: CLUK Update 24.11.2012 (wk46)”. Zobbel.de. Приступљено 24. 11. 2012.
  - "Brooklyn Baby", "Black Beauty", "Florida Kilos", "Is This Happiness", "Shades of Cool", and "Ultraviolence": „Zobbel.de: CLUK Update 28.06.2014 (wk25)”. Zobbel.de. Приступљено 24. 11. 2012.
  - "Terrence Loves You": „Zobbel.de: CLUK Update 29.08.2015 (wk35)”. Zobbel.de. Приступљено 05. 9. 2015.
  - "Prisoner": „Official Charts Company: WEEKND FT LANA DEL REY”. Official Charts Company. Приступљено 04. 9. 2015.
  - "Music to Watch Boys To": „Zobbel.de: CLUK Update 19.09.2015 (wk38)”. Zobbel.de. Приступљено 25. 09. 2015.
58. ↑  „ARIA Charts – Accreditations – 2012 Singles”. aria.com. Australia: Australian Recording Industry Association. 2012. Приступљено 18. 03. 2012.
59. 1 2 3 4 5 6  „FIMI: Certificazioni: Lana Del Rey (singles)” (на језику: Italian). Federazione Industria Musicale Italiana. Приступљено 04. 4. 2015.
60. ↑  „ARIA Charts – Accreditations – 2012 Singles”. aria.com. Australia: Australian Recording Industry Association. 2012. Приступљено 20. 06. 2012.
61. 1 2 3 4  „Lana Del Rey – Chart History (Bubbling Under Hot 100)”. Billboard. Приступљено 18. 09. 2018.
62. ↑  Ugwu, Reggie (15. 09. 2013). „Go Behind Lana Del Rey's 'Summertime' Surge”. Billboard. Приступљено 11. 10. 2013.
63. 1 2  „ARIA Charts – Accreditations – 2014 Singles”. Australian Recording Industry Association. 2014. Приступљено 05. 03. 2014.
64. ↑  „New Zealand single certifications – Lana Del Rey vs Cedric Gervais – Summertime Sadness (Cedric Gervais Remix)”. Recorded Music NZ. Приступљено 04. 10. 2018.
65. ↑  „Top 40 Singles Chart”. Recorded Music NZ. Архивирано из оригинала 18. 09. 2015. г. Приступљено 01. 05. 2017.
66. ↑  „NZ Heatseeker Singles Chart”. Recorded Music NZ. 27. 02. 2016. Приступљено 01. 05. 2017.
67. ↑  „NZ Heatseeker Singles Chart”. Recorded Music NZ. 27. 05. 2017. Приступљено 01. 05. 2017.
68. ↑  „BBC – Radio 1 – Playlist”. BBC Radio 1. 28. 07. 2017. Архивирано из оригинала 29. 07. 2017. г. Приступљено 09. 8. 2017.
69. 1 2  „NZ Heatseeker Singles Chart”. Recorded Music NZ. 24. 07. 2017. Приступљено 21. 07. 2017.
70. ↑  Ceschi, Isabella (24. 07. 2017). „Lana Del Rey – Groupie Love (feat. A$AP Rocky) (Radio Date: 28-07-2017)” (на језику: Italian). EarOne. Приступљено 04. 8. 2017.
71. ↑  Hussein, Wandera (02. 1. 2018). „Børns and Lana Del Rey's 'God Save Our Young Blood': Listen to Dreamy New Single”. Billboard. Приступљено 23. 02. 2018.
72. ↑  „God Save Our Young Blood (Single) by Børns & Lana Del Rey : Napster”. Napster. Приступљено 23. 02. 2018.
73. ↑  Bowenbank, Starr (07. 9. 2018). „Lana Del Rey's 'Mariners Apartment Complex': Listen to New Song Snippet”. Billboard. Приступљено 08. 9. 2018.
74. 1 2  „Le Top de la semaine : Top Singles Téléchargés - SNEP”. SNEP (на језику: француски). 25. 01. 2014. Приступљено 28. 11. 2018.[мртва веза]
75. ↑  „NZ Hot Singles Chart”. Recorded Music NZ. 24. 09. 2018. Приступљено 21. 09. 2018.
76. ↑  „NZ Hot Singles Chart”. Recorded Music NZ. 01. 10. 2018. Приступљено 28. 09. 2018.
77. ↑  „You Must Love Me (From "Evita") by Andrew Lloyd Webber on Spotify”. Spotify. Приступљено 06. 03. 2018.
78. 1 2  „Unmasked: The Platinum Collection by Andrew Lloyd Webber on Apple Music”. iTunes. Приступљено 25. 01. 2018.
79. ↑  „Lana Del Rey – Chart History: Triple A Songs”. Billboard. Приступљено 25. 09. 2018.
80. ↑  „Woman (feat. Lana Del Rey) [Single Version] by Cat Power on Apple Music”. iTunes. Приступљено 25. 09. 2018.
81. ↑  „Chart history – The Weeknd: Billboard Hot 100”. Billboard. Приступљено 10. 09. 2015.
82. ↑  „Lana Del Rey: Album & Song Chart History”. Billboard. Архивирано из оригинала 30. 06. 2016. г. Приступљено 10. 12. 2014.
83. ↑  „The Weeknd - Chart history”. Billboard. Архивирано из оригинала 29. 01. 2017. г. Приступљено 24. 12. 2015.
84. ↑  „>> IRMA << Irish Chart – Top 100 Singles – Week Ending 15th November 2012”. Irish Singles Chart. Irish Recording Music Association. Архивирано из оригинала 22. 11. 2012. г.
85. ↑  „NZ Top 40 Singles Chart”. Recorded Music NZ. 31. 07. 2017. Архивирано из оригинала 06. 08. 2017. г. Приступљено 28. 07. 2017.
86. ↑  „Veckolista Heatseeker - Vecka 30, 28 juli 2017”. Sverigetopplistan. Приступљено 31. 07. 2017.
87. ↑  Blais-Billie, Braudie (05. 12. 2017). „Jonathan Wilson’s New Album Features Lana Del Rey, Father John Misty”. Pitchfork. Приступљено 05. 12. 2017.